# Mariensäule (Ochsenhausen)
Die Mariensäule des Klosters Ochsenhausen ist ein am 11. Juli 1717, dem Fest des heiligen Benedikt, grundsteingelegtes und am 2. Dezember 1717 Maria geweihtes Standbild auf einer Säule, genannt Mariensäule, im Klosterhof beim Fürstenbau der ehemaligen Reichsabtei Ochsenhausen in Ochsenhausen im baden-württembergischen Landkreis Biberach in Oberschwaben.

## Geschichte
Eine erste Mariensäule ist in Ochsenhausen schon im 17. Jahrhundert dokumentiert. Am 28. September 1678 beauftragte Abt Balthasar Puolamer den in Ochsenhausen ansässigen Maler und Bildhauer Johann Jakob Stauder, eine Mariensäule zu errichten. An der Säule soll regelmäßig gebetet worden sein.
Die heutige Säule geht auf das Jahr 1717 zurück. Das Fundament besteht aus 6000 Backsteinen und wurde acht Schuh tief in den Boden eingelassen. Darauf befindet sich eine Steinplatte mit dem Namen des damaligen Abtes und Auftraggebers der Säule, Hieronymus II. Lindau. Die Steine der Säule stammen aus einem Steinbruch bei Wertach und wurden von dem Wertacher Meister Ignaz Hengg gebrochen. Nach dem Transport nach Ochsenhausen wurden die Steine dort von dem Ravensburger Franz Joseph Erb gehauen. Die Säule allein kostete nach Abrechnungszetteln aus den Jahren 1716/17 1054 Gulden, wovon in etwa die Hälfte des Preises für den Transport in Rechnung gestellt wurde.
Das hölzerne Modell der Muttergottes mit der Darstellung einer Immaculata fertigte der Augsburger Barockbildhauer Ehrgott Bernhard Bendl. Maria steht auf einer Weltkugel. Ihre Gestalt wird von einem wehenden Mantel umschlungen. Mit anbetend zusammengefügten Händen und aufwärts erhobenem Haupt mit Sternenreif setzt sie zielsicher den Fuß auf die Schlange.
Das Holzmodell kostete laut Rechnungsbelegen 40 Gulden. Die Statue aus Kupfer wurde vermutlich von dem Augsburger Künstler Franz Joseph Reichle vergoldet. Im Jahr der Errichtung der Säule liegen auch umfangreiche Rechnungen über kostbare liturgische Geräte des Augsburgers vor. Das Gitter um die Mariensäule stammt von dem Ochsenhauser Schlosser Albrecht. Die Gesamtkosten der Anlage Fundament, Säule und Statue beliefen sich auf 3291 Gulden.